# Worniany
Worniany (biał. Варняны) – agromiasteczko na Białorusi, w obwodzie grodzieńskim, w rejonie ostrowieckim.
Siedziba rzymskokatolickiej parafii św. Jerzego w Wornianach.

## Historia
Nazwa Wornian pochodzi od litewskiego varnas – kruk lub varnėnas – szpak, choć istniały koncepcje wywodzące ten toponim od białoruskiego араць – orać (ворная зямля – orna ziemia).
Pierwsza znane wzmianki w źródłach pisanych pochodzą z końca XIV wieku (łac. Vroney, Vronani), kiedy to wieś wymieniana jest jako część dóbr hospodarskich, z których dochód Władysław Jagiełło przeznaczył w 1391 r. na uposażenie dla nowo wybudowanego kościoła w Miednikach. 
Miejscowość wzmiankowana w 1423 r. jako część dóbr wielkiego księcia Witolda w obrębie włości niemieskiej, a następnie (1453) jako centrum włości w powiecie niemieskim.
Znajdował się tu jeden z najstarszych kościołów na Litwie ufundowany w 1462 r. przez Marynę Sągajłłównę. W XVIII w. na jego miejscu wzniesiony został nowy kościół w stylu barokowym.
Prywatne miasto szlacheckie położone było w końcu XVIII wieku w powiecie wileńskim województwa wileńskiego.
Pod koniec XIX w. miasteczko miało 24 domy i liczyło 249 mieszkańców, w tym 13 prawosławnych, 22 katolików, 114 żydów.
Podczas okupacji hitlerowskiej, jesienią 1941 roku Niemcy utworzyli getto dla żydowskich mieszkańców. Przebywało w nim około 500 osób. W sierpniu 1942 roku Niemcy zlikwidowali getto, a Żydów wywieziono do getta w Michaliszkach, by następnie ich zamordować. 

## Zabytki
- kościół św. Jerzego z XVIII wieku w stylu barokowym, od frontu posiada dwie wieże
- plebania w stylu barokowym
- baszta z XIX wieku na terenie założenia pałacowego Abramowiczów
- młyn
- żydowski dom modlitwy (XIX w.)
- zespół pałacowy Abramowiczów z parkiem (XIX w.)

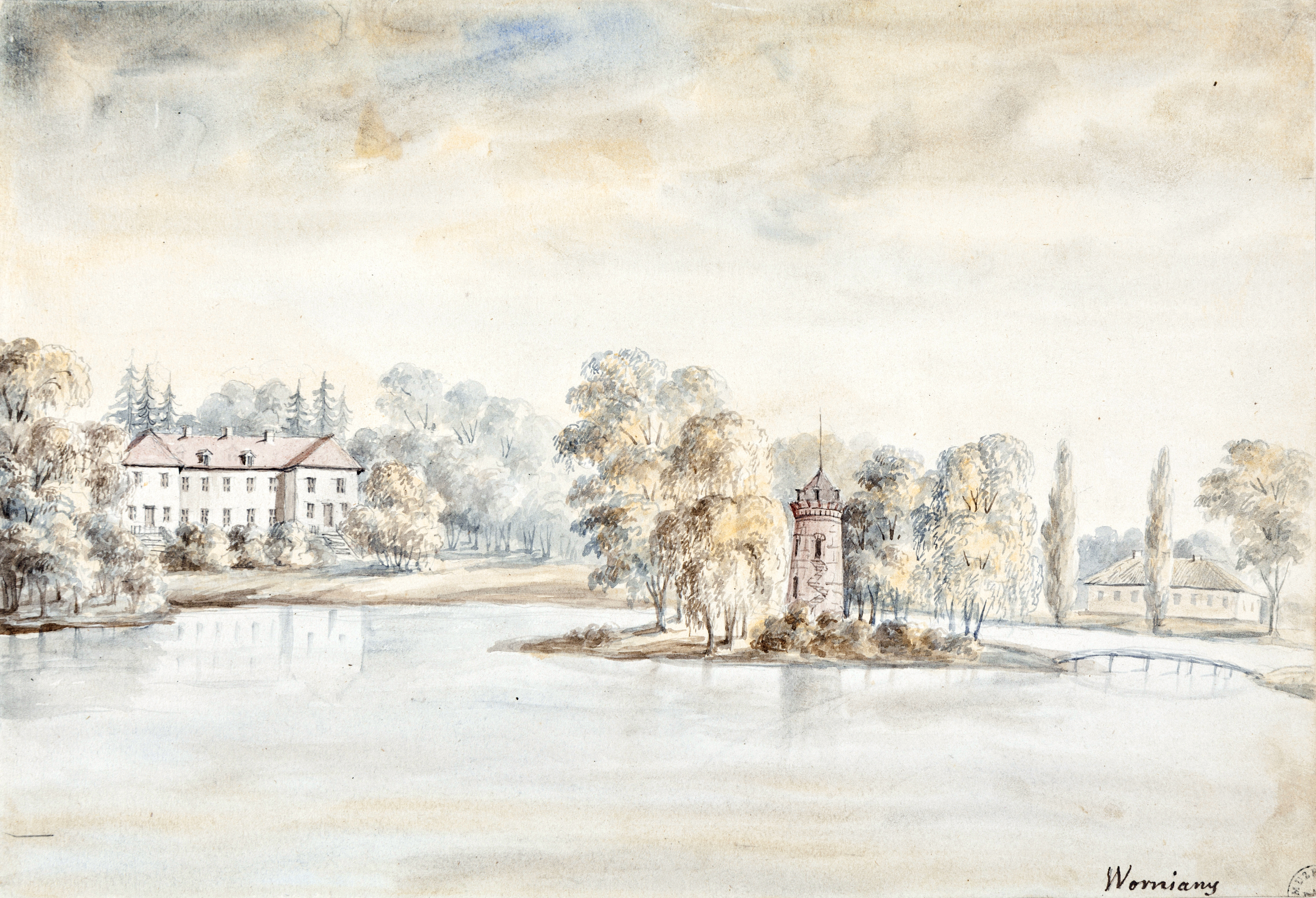
Pałac Abramowiczów i wieża na wyspie, rys. N. Ordy, 1875-77
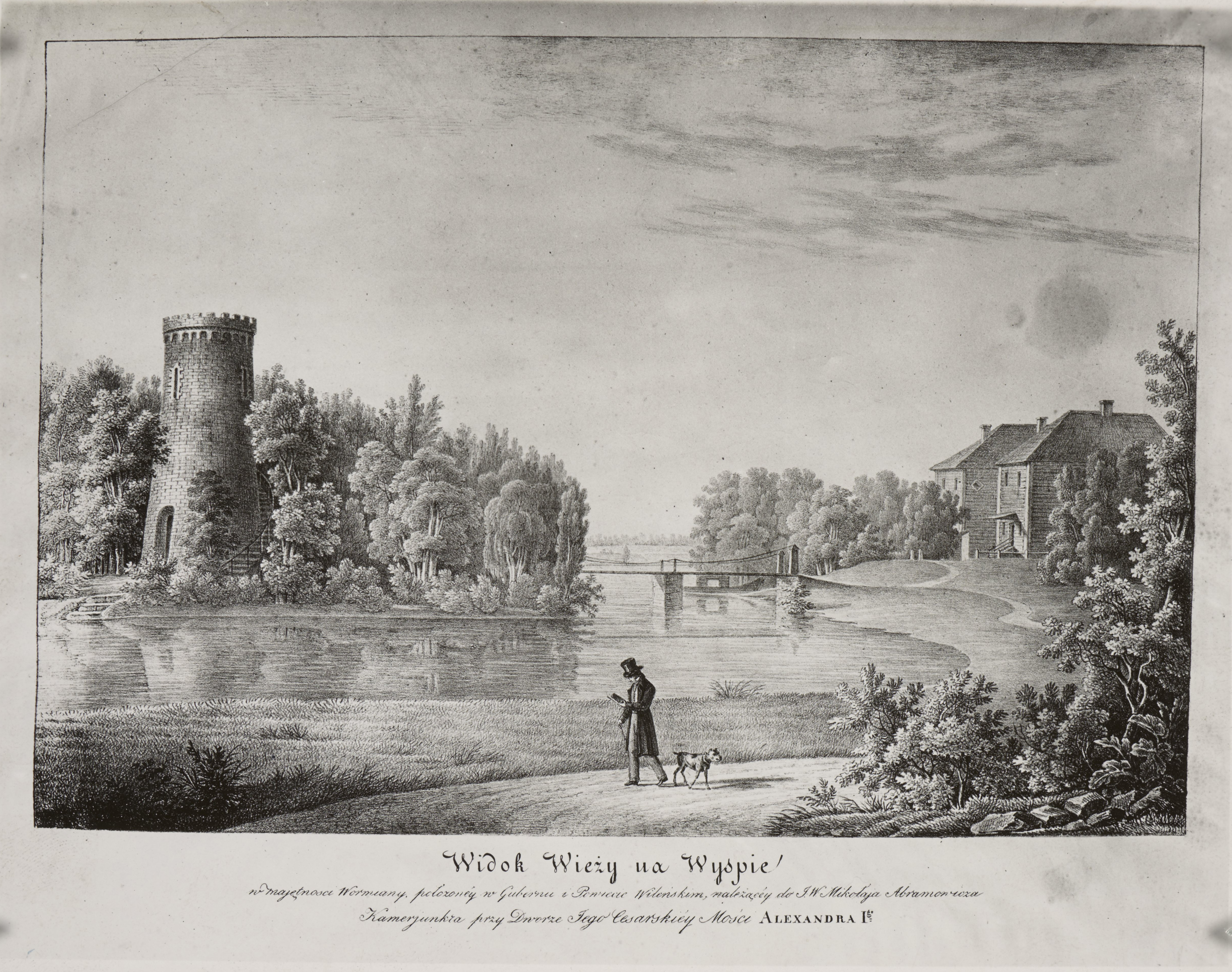
Pałac i wieża na wyspie
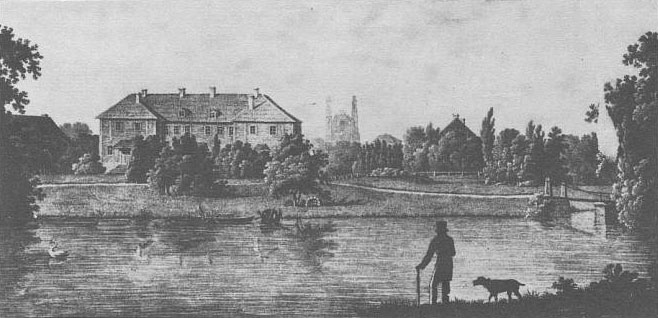
Pałac i kościół
Widok pałacowego dziedzińca i miasteczka z kościołem
Widok na wyspę z wieżą, browar, młyn i tartak
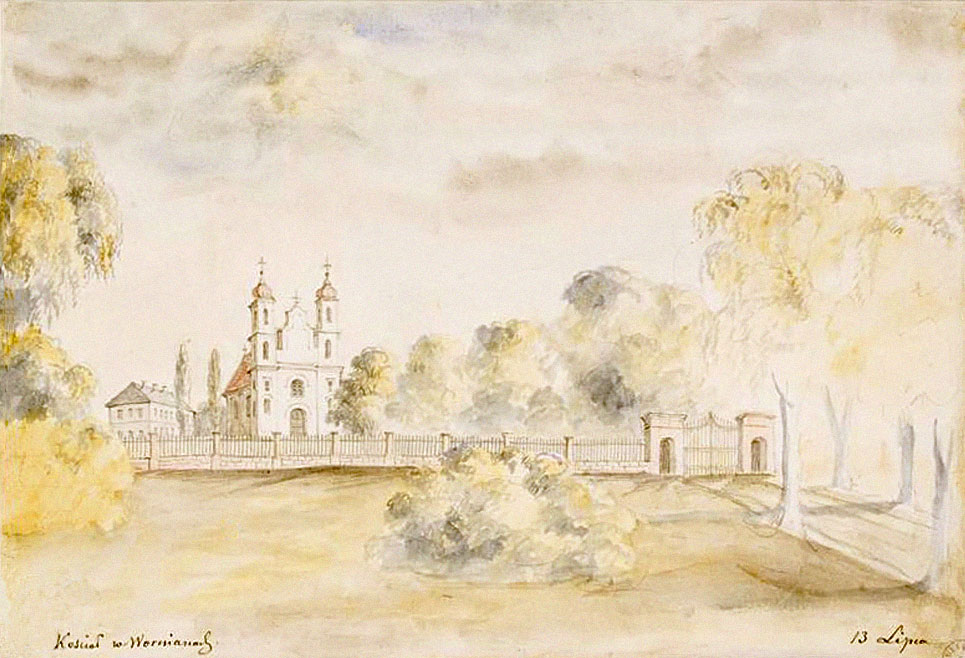
Kościół, rys. N. Ordy